# Xenortholitha suavata
Xenortholitha suavata är en fjärilsart som beskrevs av Hugo Theodor Christoph 1881. Xenortholitha suavata ingår i släktet Xenortholitha och familjen mätare. Inga underarter finns listade i Catalogue of Life.